# Hajany (Strakonicei járás)
Hajany falu és önkormányzat (obec) Csehország Dél-csehországi kerületének Strakonicei járásában. Területe 3,82 km², lakosainak száma 108 (2008. 12. 31). A falu Strakonicétől mintegy 21 km-re északra, České Budějovicétől 70 km-re északnyugatra, és Prágától 83 km-re délnyugatra fekszik.
A település első írásos említése 1243-ből származik.

## Története
A 14. században Hajany Rožmitál pod Třemšínem fennhatósága alá került. A település első írásos említése 1318-ból származik. A következő említés 1393-ból számrmazik, amikor Hajany a želčei Vilémov földesúr tulajdonába került. Vencel német király 1406-ban bekövetkezett halálakor az Ústí nad Lužnicí kolostor birtoka lett. 1558-tól egészen 1993-ig Blatné-hez tartozott.

## Látnivalók
- Az 1900-ban épült Szent Anna kápolna

## Népesség
A település népessége az elmúlt években az alábbi módon változott:
| Lakosok száma | 355  | 316  | 256  | 202  | 121  | 84   | 133  | 130  | 153  | 175  |
|               | 1869 | 1890 | 1921 | 1950 | 1980 | 2001 | 2017 | 2019 | 2022 | 2024 |